# Co jsme komu zase udělali?
Co jsme komu zase udělali? (ve francouzském originále Qu'est-ce qu'on a encore fait au Bon Dieu ?) je francouzská komedie z roku 2019 režiséra Phillipa de Chauverona, který rovněž s Guyem Laurentem napsal scénář. Jedná se o pokračování úspěšné komedie Co jsme komu udělali? z roku 2014. V roce 2022 vzniklo pokračování filmu, s názvem Co jsme komu všichni udělali?.
Film se natáčel v Chinonu (ve francouzském departmentu Indre-et-Loire) a Saumuru (v departmentu Maine-et-Loire).

## Obsah filmu
Claude a Marie Verneuilovi se vrací a čelí nové výzvě. Jejich čtyři dcery chtějí se svými manžely opustit Francii. Odile s Davidem  chtějí odjet do Izraele, Chao a Ségolène do Číny, Isabelle a Rachid do Alžírska a Laure s Charlesem do Indie, protože Laure tam bylo nabídnuto pracovní místo a Charles by rád prorazil v Bollywoodu jako herec. Charlesovi rodiče André a Madeleine Koffiovi se vrací do Francie na svatbu své dcery Viviane, ale ani v tomto případě nejde nic podle plánu.

## Obsazení
| Christian Clavier    | Claude Verneuil, otec rodiny (český dabing: Miroslav Donutil)    |
| Chantal Lauby        | Marie Verneuil, matka rodiny (český dabing: Eliška Balzerová)    |
| Frédérique Bel       | Isabelle, první dcera (český dabing: Jolana Smyčková)            |
| Julia Piaton         | Odile, druhá dcera (český dabing: Lucie Štěpánková)              |
| Émilie Caen          | Ségolène, třetí dcera (český dabing: Andrea Elsnerová)           |
| Élodie Fontan        | Laure, čtvrtá dcera (český dabing: Martina Kechnerová)           |
| Medi Sadoun          | Rachid, manžel Isabelle (český dabing: Marek Holý)               |
| Ary Abittan          | David, manžel Odile (český dabing: Roman Štabrňák)               |
| Frédéric Chau        | Chao, manžel Ségolène (český dabing: Martin Písařík)             |
| Noom Diawara         | Charles, manžel Laure (český dabing: Ondřej Brousek)             |
| Pascal Nzonzi        | André Koffi, otec Charlese (český dabing: Zdeněk Maryška)        |
| Salimata Kamate      | Madeleine Koffi, matka Charlese (český dabing: Lucie Juřičková)  |
| Tatiana Rojo         | Viviane Koffi, sestra Charlese (český dabing: Vendula Příhodová) |
| Claudia Tagbo        | Nicole (český dabing: Lucie Svobodová)                           |
| Loïc Legendre        | kněz v Chinonu (český dabing: Martin Sobotka)                    |
| Gilles Cohen         | Patrick (český dabing: Bohdan Tůma)                              |
| Marie-Hélène Lentini | Guilaine, ředitelka divadla (český dabing: Zuzana Mixová)        |
| Philippe Beglia      | Bovier, ředitel banky v Chinonu (český dabing: Pavel Soukup)     |
| Nouritza Emmanuelian | lékařka (český dabing: Hana Kusnjerová)                          |